# Deutschlandradio
Deutschlandradio – publiczna niemiecka rozgłośnia radiowa produkująca cztery ogólnokrajowe kanały radiowe.
Deutschlandradio zostało założone w styczniu 1994 roku, jego siedziba znajduje się w Kolonii oraz Berlinie. Założenie wynikające z modelu działania mediów państwowych w RFN, włączyło Deutschlandradio do sieci ARD i ZDF. Programy publiczne są wolne od reklam i są finansowane z opłat licencyjnych.
Historia Deutschlandradio związana jest z rozgłośnią radiową Deutschlandfunk, która nadawała w Berlinie Zachodnim i adresowana była dla słuchaczy w NRD. Kanał Deutschlandradio Kultur jest spadkobiercą Stimme der DDR.
Deutschlandradio nie ma własnych zespołów artystycznych, ale jest udziałowcem orkiestr i chórów radiowych:
- Rundfunk-Sinfonieorchester Berlin (RSB)
- Deutsches Symphonie-Orchester Berlin (DSO)
- Rundfunkchor Berlin (Chór Radio Berlin)
- RIAS Kammerchor (Chór Kameralny RIAS)

## Kanały radiowe
- Deutschlandfunk (DLF)
- Deutschlandfunk Kultur (DLF Kultur)
- Deutschlandfunk Nova (DLF Nova)
- Dokumente und Debatten (Dok&Deb)